# Craven
Craven este un district ne-metropolitan situat în Regatul Unit, în comitatul North Yorkshire din regiunea Yorkshire and the Humber, Anglia.

## Orașe din cadrul districtului
- High Bentham
- Settle
- Skipton